# ديفيد كيربي (صحفي)
ديفيد كيربي (بالإنجليزية: David Kirby)‏ هو صحفي أمريكي، ولد في 18 مايو 1960.